# Stade Prince Louis Rwagasore
Stade Prince Louis Rwagasore – wielofunkcyjny stadion w mieście Bużumbura, stolicy Burundi. Najczęściej używany przez drużyny piłkarskie. Stadion pomieści 22 000 widzów. Nazwano go na cześć byłego premiera Burundi - Louisa Rwagasore. Posiada sztuczną nawierzchnię.